# Guyanas historia
Mer än 25 år efter att Guyana hade blivit självständigt visade sig tydliga avtryck från landets koloniala historia. Landet siktades av Christofer Columbus under hans tredje resa och området ignorerades senare av spanska upptäcktsresande och conquistadorer. De första europeiska bosättarna var holländare som startade en handelsplats 1616. De infödda kariberna och arawakerna dödades av sjukdomar och konflikter eller tvingades flytta inåt i landet. Holländarna, som insåg möjligheterna till jordbruk vid den sumpiga kusten, dränerade marken med ett nätverk av diken och kanaler. Under 1700-talet växte tre holländska kolonier fram i nuvarande Guyana, med framgångsrika plantage-ekonomier baserade på sockerrör och slavarbetskraft. Ett ökat antal britter drogs också till området under den andra delen av 1700-talet. Det holländska styret upphörde 1814 då kolonierna överlämnades till Storbritannien efter Napoleonkrigen.
Mycket av det brittiska styret var en fortsättning på holländarnas politik. Efter att de tre kolonierna hade slagits ihop till en, Brittiska Guyana, fortsatte den sockerbaserade ekonomin att växa och när frigörelsen var genomförd 1838, importerades andra etniska grupper, framför allt från Indien, för att arbeta på plantagerna. Under 1900-talet ökade den politiska medvetenheten bland de etniska grupperna och det skedde en långsam överföring av den politiska makten, från den gamla plantagepolitiken och kolonial administration till afroguyananer och indoguyananer. Under den växande polariseringen mellan dessa två grupper medgavs självstyre på 1950-talet. De politiska konflikterna mellan de två grupperna var periodvis våldsamma och gjorde att britterna sköt fram oberoendet till 1966. Efter oberoendet har det guyananska samhället och politiken kännetecknats dels av starka politiska personligheter (Cheddi Jagan, Linden Forbes Burnham och Hugh Desmond Hoyte) och dels av etniska och rasistiska motsättningar baserade på misstänksamhet och manipulativ påverkan från de tre starka ledarna.
Ideologier spelade en stor roll i det nya oberoende landets strävan efter ekonomisk utveckling. Det inledande valet av en marxist-leninistisk ekonomisk modell motiverades av en önskan att bryta med landets kapitalistiska förflutna. Auktoritärt styre av en dominerande politisk person och fortsatta etniska spänningar underminerade dock vägen mot en enhetlig och pragmatisk utvecklingsstrategi. Det oberoende Guyanas historia under landets första premiärminister, Forbes Burnham, kännetecknades av politiska motsättningar och ekonomisk nedgång.
Desmond Hoyte lämnade gradvis Burnhams politik från ett system med statssocialism och enpartikontroll till en marknadsekonomi och obegränsad press- och mötesfrihet.

## Guyanas första tid

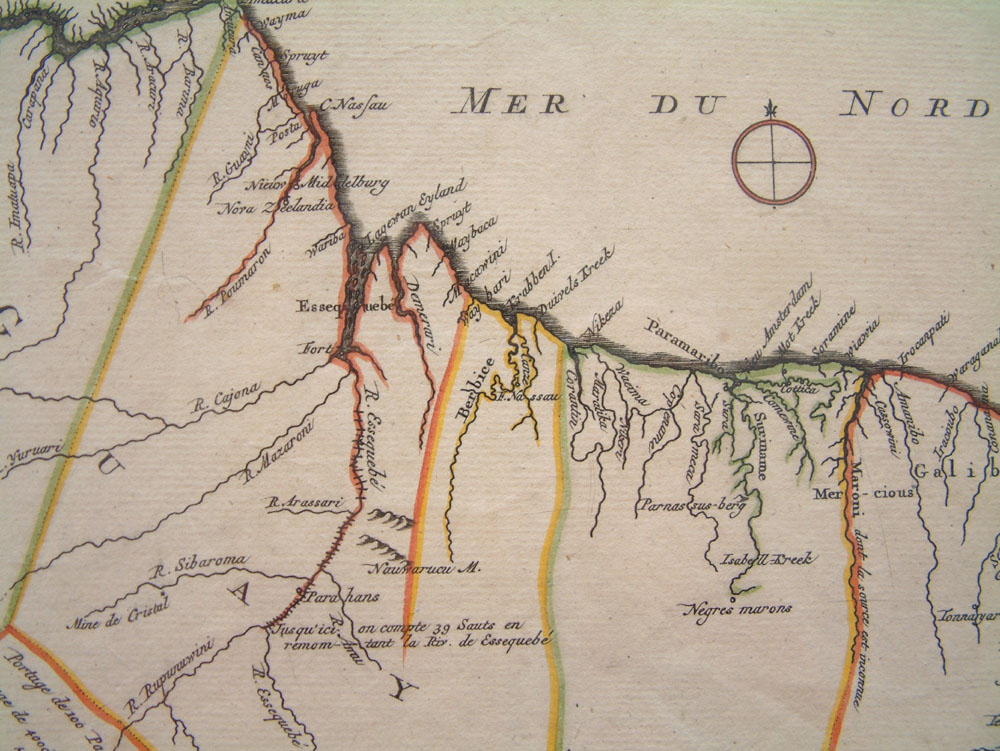
Guyana

De första människor som kom till Guyana kom från Asien via Nordamerika för kanske 35 000 år sedan. De var nomader som sakta spred sig söderut in i Centralamerika och Sydamerika. Trots att stora civilisationer senare växte fram i Amerika, förblev amerindernas samhällen relativt enkla. Vid tiden för Christopher Columbus resor bestod Guyanas invånare av två grupper, dels arawaker längs kusten och dels kariberna i inlandet. Ett av arven hos ursprungsbefolkningen var ordet Guiana, som ofta användes för att beskriva regionen som omfattade det moderna Guyana liksom Surinam (tidigare Holländska Guyana) samt Franska Guyana. Ordet betyder land av vatten och är passande med tanke på områdets många vattendrag.
Historiker tror att arawaker och kariber hade sitt ursprung i det sydamerikanska inlandet och senare migrerade norrut, först till dagens Guyana och därefter till Karibien. De fredliga arawakerna som i huvudsak sysslade med odling, jakt och fiske migrerade till Karibien före kariberna och bosatte sig runt om i regionen. Arawakernas fridfulla samhälle avbröts av de stridslystna kariberna från det sydamerikanska inlandet. Karibernas krigiska beteende och våldsamma förflyttning norrut lämnade avtryck som diskuteras än idag. Vid slutet av 1400-talet hade kariberna fördrivit arawakerna över hela Små Antillerna. Den karibiska bosättningen på Små Antillerna påverkade också Guyanas framtida utveckling. De spanska upptäcktsresandena och bosättarna som kom efter Columbus fann att arawakerna var lättare att besegra än kariberna, som stred hårt för sin frihet. Detta häftiga motstånd tillsammans med bristen på guld på Små Antillerna bidrog till den spanska inriktningen på att erövra Stora Antillerna och fastlandet. Spanjorerna gjorde endast små försök att inta Små Antillerna (med undantag för Trinidad) och Guianas.

## Européernas ankomst
Columbus siktade Guyanas kust 1498 under sin tredje resa till Amerika, men holländarna var de första européerna som bosatte sig i vad som idag utgör Guyana. Nederländerna hade blivit oberoende från Spanien i slutet av 1500-talet och hade tidigt på 1600-talet växt fram som en kommersiell kraft, med handel med oerfarna engelska och franska kolonier på Små Antillerna. 1616 byggde holländarna den första bosättningen i Guyana, en handelsplats 25 kilometer uppströms från Essequiboflodens mynning. Andra bosättningar följde, till största delen några få kilometer inåt landet vid de stora floderna. Det inledande syftet med de holländska bosättningarna var handel med ursprungsbefolkningen. De holländska strävandena ändrades dock snart till att förvärva territorier då andra europeiska krafter skapade kolonier på andra platser i Karibien. Trots att spanjorerna, som periodvis sände ut trupper i hela regionen, gjorde anspråk på Guyana, tog holländarna kontrollen över regionen tidigt på 1600-talet. Den holländska suveräniteten erkändes officiellt i freden i Münster som skrevs under 1648.
1621 gav den nederländska regeringen det nybildade Nederländska Västindiska Kompaniet full kontroll över handelsplatsen vid Essequibo. Detta kommersiella intresse administrerade kolonin, som kallades Essequibo, under mer än 170 år. Kompaniet grundade en andra koloni 1627 vid Berbicefloden sydost om Essequibo. Trots att den nya kolonin, Berbice, låg under Västindiska kompaniets jurisdiktion, styrdes den separat. Demerara, mellan Essequibo och Berbice, bosattes 1741 och växte 1773 fram som en separat koloni under direkt kontroll av Nederländska Västindiska Kompaniet.
Trots att de holländska kolonisatörerna till en början motiverades av handelsprospekt i Karibien, blev deras egendomar stora producenter av grödor. Jordbrukets ökade betydelse visade sig genom exporten av 15 000 kilo tobak från Essequibo 1623, men allt eftersom jordbrukets produktion ökade, minskade tillgången på arbetskraft. Ursprungsbefolkningen var dåligt rustad för arbete på plantager och många människor dog av sjukdomar som hade förts dit av européer. Nederländska Västindiska Kompaniet började importera afrikanska slavar som snabbt blev en viktig tillgång för den koloniala ekonomin. På 1660-talet var slavbefolkningen omkring 2 500 och ursprungsbefolkningen omkring 50 000, varav de flesta hade dragit sig inåt landet. Trots att de afrikanska slavarna ansågs som viktiga för ekonomin, var deras arbetsförhållanden dåliga. Dödstalet var högt och de usla förhållandena ledde till flera slavuppror.
Det mest berömda slavupproret började i februari 1763. På två plantager vid Canjefloden i Berbice gjorde slavar uppror och tog kontroll över regionen. Allt eftersom de intog plantagerna flydde den europeiska befolkningen och till slut återstod endast hälften av den vita befolkningen som tidigare hade bott i kolonin. Ledda av Cuffy (numera nationalhjälte i Guyana) var rebellerna omkring 3 000 till antalet och hotade den europeiska kontrollen i Guianas. Rebellerna besegrades med hjälp av trupper från franska och brittiska kolonier samt Europa.
Ett av de tydligaste holländska arven i Guyana är hur marken hanterades. Bosättningar och jordbruk begränsades till en början av ett landområde som sträckte sig 50 till 150 kilometer uppför floden. Den träskliknande kusten översvämmades av tidvattnet och lämpade sig inte för europeisk bosättning. Sökandet efter stora vinster på tropiska jordbruksprodukter, framför allt socker, ledde till återvinning av kustland under den andra delen av 1700-talet. Holländarna var bra rustade för denna uppgift då de hade infört poldersystemet, en teknik där mark görs användbar genom invallning och därefter torrläggning genom att dränera det vattentäckta området. Genom detta system skapade holländarna ett kustområde som idag är ett av Guyanas mest produktiva plantageområden.
Poldersystemet innebar en fördämning, eller fasad, mot kustremsan. Fördämningen hade hjälp av en bakomliggande damm av samma längd samt två länkade sidodammar som formade ett rektangulärt landområde, kallat polder. Dammarna höll saltvattnet borta och färskvatten skapades genom ett nätverk av kanaler som gav dränering, konstbevattning och transportsystem. Arbetskraften för polderiseringen av Guyanas kust utgjordes av den holländska kolonins afrikanska slavar.

## Övergång till brittisk kontroll

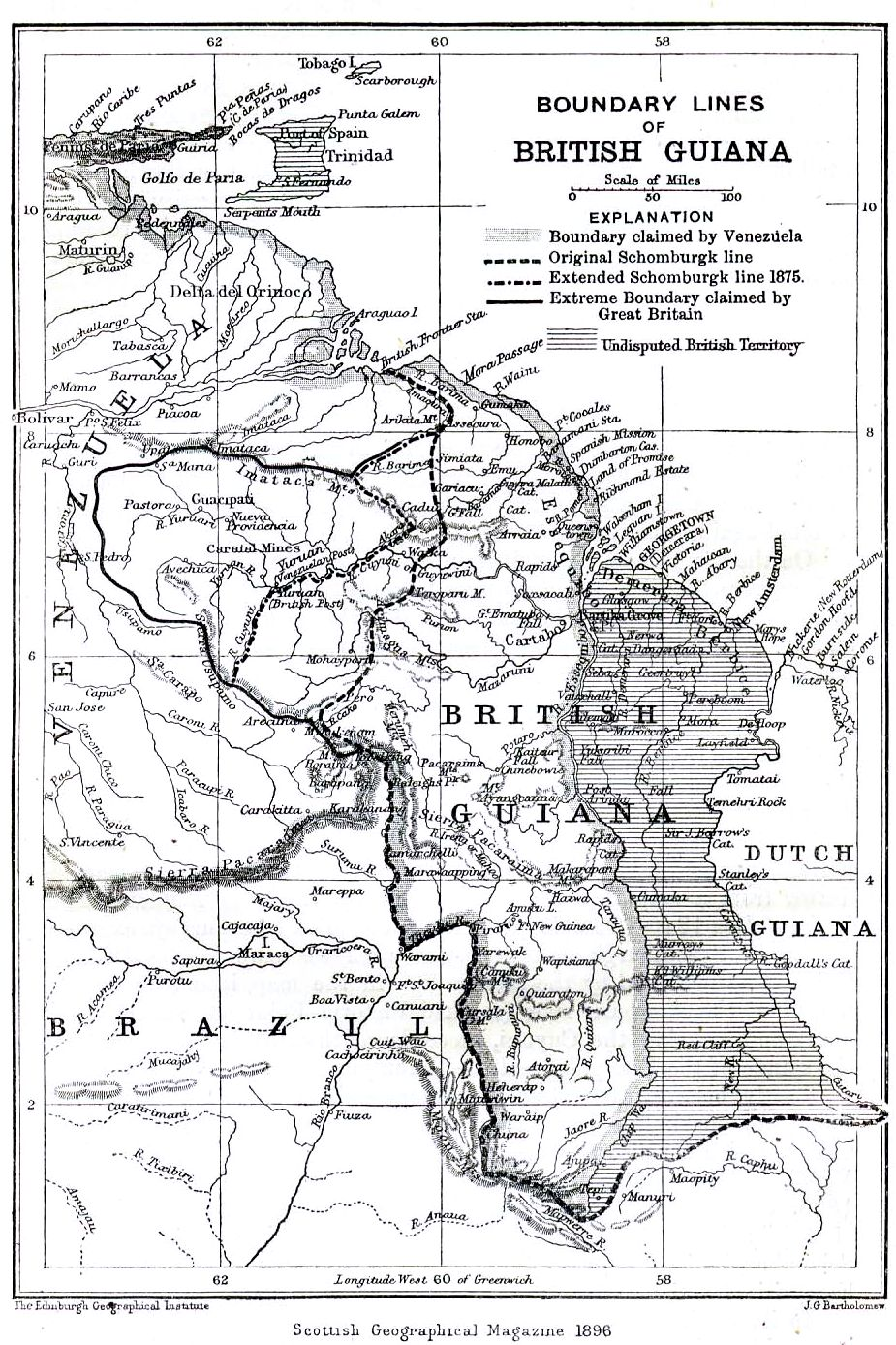
Brittiska Guyana 1896

För att locka fler bosättare öppnade de holländska myndigheterna 1746 ett område nära Demarafloden för brittiska immigranter. Brittiska plantageägare i Små Antillerna hade drabbats av dålig jord och erosion, och många lockades till de holländska koloniernas bördigare mark och löften om markägande. Strömmen av brittiska immigranter var så stor att de 1760 var en majoritet av befolkningen i Demerara. 1786 var de lokala reglerna i denna holländska koloni helt under brittisk kontroll.
När ekonomin accelererade i Demerara och Essequibo blev spänningarna allt tydligare mellan plantageägarna och Nederländska Västindiska Kompaniet. Administrativa reformer i början av 1770-talet hade ökat regeringens kostnader och kompaniet försökte periodvis höja skatterna för att täcka utgifterna vilket ledde till motstånd från plantageägarna. 1781 bröt ett krig ut mellan Nederländerna och Storbritannien vilket ledde till en brittisk ockupation av Berbice, Essequibo och Demerara. Några månader senare tog Frankrike i allians med Nederländerna kontrollen över kolonierna. Fransmännen styrde i två år, då de bland annat byggde en ny stad, Longchamps, vid Demaraflodens mynning. När holländarna återtog makten 1784 flyttade de huvudstaden till Longchamps och döpte då om den till Stabroeck. Huvudstaden fick slutligen namnet Georgetown.
Återinförandet av det holländska styret satte ny fart på konflikten mellan å ena sidan plantageägarna i Essequibo och Demerara och å andra sidan det Nederländska Västindiska Kompaniet. Då planerna på en höjning av slavskatten och en minskning av deras representation i kolonins domstolar och politik lades fram, lämnade kolonisatörerna in en anhållan om att den holländska regeringen skulle ta deras synpunkter i beaktande. Som svar på detta inrättades en särskild kommitté för att upprätta en plan för att återställa ordningen. Dokumentet föreslog långtgående konstitutionella reformer och blev senare grunden för den brittiska administrationens struktur. Planen föreslog inrättandet av ett beslutande politiskt organ och två domstolar, en för Demerara och en för Essequibo. Representantskapet inom politiken och domstolarna skulle utgöras av företagsledare och plantageägare med fler än 25 slavar. Den holländska kommission som hade tilldelats ansvaret för att införa det nya systemet återvände till Nederländerna med kritiska rapporter mot Nederländska Västindiska Kompaniets administration. Företagets privilegier upphörde därför 1792 och planen för återställandet verkställdes i Demerara och Essequibo. De båda kolonierna gemensamma namn blev Den förenade kolonin Demerara och Essequibo och området kom då direkt under den holländska regeringens kontroll. Berbice fortsatte att vara en separat koloni.
Vad som utlöste det formella brittiska övertagandet var franska revolutionen och de efterföljande Napoleonkrigen. 1795 intog fransmännen Nederländerna. Britterna förklarade krig mot Frankrike och skickade 1796 en expedition från Barbados för att inta holländska kolonier. Det brittiska övertagandet var blodlöst och kolonins holländska administration lämnades relativt orörd under den nya konstitutionen som hade införts genom planen för återställandet.
Både Berbice och den Förenade kolonin Demerara och Essequibo stod under brittisk kontroll mellan 1796 och 1802. Genom freden i Amiens återgick de båda kolonierna till holländsk kontroll. Freden var dock kortlivad. Kriget mellan Storbritannien och Frankrike återupptogs inom mindre än ett år och Förenade kolonin och Berbice intogs återigen av brittiska trupper. Vid Londonkonventionen 1814 överlämnades båda kolonierna formellt till Storbritannien. 1831 slogs Berbice och Förenade kolonin ihop till Brittiska Guyana, som därefter låg under brittisk kontroll fram till oberoendet 1966.

## Den tidiga brittiska kolonin och brist på arbetskraft
Politiskt, ekonomiskt och socialt liv under 1800-talet dominerades av europeiska plantageägare. De var den minsta gruppen till antalet men hade kopplingar till brittiska kommersiella intressen i London och hade ofta nära kontakt med guvernören som hade tillsatts av monarken. Plantageägarna kontrollerade även exporten och arbetsförhållandena för den största delen av befolkningen. Samhällsskiktet under plantageägarna bestod av ett litet antal fria slavar, många med blandat afrikanskt och europeiskt ursprung, samt ett antal portugisiska köpmän. Den lägsta samhällsklassen var den största delen av befolkningen som bestod av afrikanska slavar som bodde och arbetade på landsbygden, där plantagerna fanns. Det fanns även en grupp amerinder i inlandet som inte hade någon koppling till det koloniala samhället.
Det koloniala livet förändrades drastiskt då slaveriet upphörde. Den internationella slavhandeln avskaffades 1807 av det brittiska imperiet men slaveriet fortsatte fram till 1838 då frigörelsen var helt genomförd. Slaveriets upphörande fick flera konsekvenser där den mest betydande var att de tidigare slavarbetarna lämnade plantagerna. Många före detta slavar flyttade till städer och byar då de ansåg att plantagearbete var nervärderande och inte stämde överens med frihet, medan andra samlade ihop sina tillgångar och skapade bysamhällen genom att köpa de tidigare plantageägarnas övergivna egendomar. Genom byggandet av de små bosättningarna gavs de nya afroguyananska samhällena möjlighet att odla och sälja mat, vilket de tidigare slavarna endast hade kunnat göra med överskottsproduktion. Framväxten av en oberoendeinriktad afroguyanansk bondeklass hotade plantageägarnas politiska makt då dessa inte längre hade monopol på kolonins ekonomiska händelser.
Frigörelsen resulterade även i framväxten av nya etniska och kulturella grupper i Brittiska Guyana. Då afroguyananerna lämnade sockerplantagerna uppstod snabbt en brist på arbetskraft och plantageägarna gjorde fruktlösa försök under hela 1800-talet att värva portugisiska arbetare från Madeira. Portugiserna gick istället in i andra delar av ekonomin, framför allt försäljningsbranschen där de blev konkurrenter till den nya afroguyananska medelklassen. Omkring 14 000 kineser kom till kolonin mellan 1853 och 1912 och liksom portugiserna var de ointresserade av plantagearbete och ägnade sig istället åt försäljning. De införlivades snabbt i det guyananska samhället.
Brittiska myndigheter var bekymrade över den sjunkande tillgången på arbetskraft och risken för en minskning av sockersektorn. Liksom deras motsvarigheter i Nederländska Guyana började de istället anställa lågt betalda kontraktsarbetare från Indien. Östindierna, som denna grupp kallades, skrev på kontrakt som gällde under flera år och efter det skulle de kunna återvända till Indien med sina besparingar från arbetet på sockerfälten. Införandet av kontraktsanställda östindier minskade bristen på arbetskraft och skapade ytterligare en etnisk grupp i Guyana.

## Gränstvist med Venezuela
När Storbritannien 1814 tog formell kontroll över det som idag är Guyana blev landet även inblandad i en av Latinamerikas mest långdragna gränstvister. Vid Londonkonventet 1814 överlämnade holländarna Förenade kolonin Demerara och Essequibo samt Berbice till britterna. Trots att Spanien gjorde anspråk på området ifrågasatte de inte överenskommelsen eftersom de var alltför upptagna med sina egna koloniers kamp för oberoende. 1835 anlitade brittiska regeringen den tyske upptäcktsresanden Robert Hermann Schomburgk för att kartlägga Brittiska Guyana och markera dess gränser. Beordrad av de brittiska myndigheterna började han med att rita Brittiska Guyanas västra gräns vid Orinocoflodens mynning och en karta över den brittiska kolonin publicerades 1840. Venezuela protesterade och gjorde anspråk på området väster om Essequibofloden. Förhandlingar mellan Storbritannien och Venezuela om gränsen påbörjades men de två länderna kunde inte nå en lösning. 1850 kom de båda överens om att inte inta det omtvistade området.
Upptäckten av guld i det omstridda området i slutet av 1850-talet satte ny fart på tvisten. Brittiska bosättare flyttade in i regionen och British Guiana Mining Company bildades för gruvbrytningarna. Under de följande åren lämnade Venezuela in upprepade protester och föreslog skiljedom men den brittiska regeringen var ointresserad. Venezuela bröt 1887 de diplomatiska relationerna med Storbritannien och vände sig till USA för att få hjälp. Britterna avvisade till en början den amerikanska regeringens förslag på skiljedom men när president Grover Cleveland hotade att ingripa enligt Monroedoktrinen gick Storbritannien 1897 med på att låta en internationell domstol avgöra tvisten genom skiljedom.
Under två år gick en domstol bestående av två britter, två amerikaner och en ryss igenom fallet. Deras beslut 1899, med tre röster mot två, var att 94 procent av det omtvistade området skulle tillfalla Brittiska Guyana. Venezuela fick endast Orinocoflodens mynning och en kort sträcka av atlantkusten strax öster om mynningen. Venezuela var inte nöjda med beslutet men en kommission ritade upp den nya gränsen i enlighet med skiljedomen, och båda sidor accepterade gränsdragningen 1905. Tvisten ansågs vara avgjord under det följande halvseklet.

## Politisk och social framväxt

### Brittiska Guyana under 1800-talet

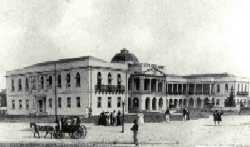
Parlamentsbyggnad i Georgetown på 1800-talet

Den brittiska kolonins konstitution gav fördelar för de vita plantageägarna, vars politiska makt fanns i det lokala parlamentet och de två domstolarna som hade inrättats på 1700-talet av holländarna. Det lokala parlamentet hade både juridiska och administrativa funktioner och var sammansatta av guvernören, tre tjänstemän och fyra kolonister, med guvernören som ordförande. Domstolarna löste juridiska frågor, som exempelvis avtal och tillsättning av tjänstemän, som lades fram till dem genom hemställan.
Det lokala parlamentet och domstolarna kontrollerades av plantageägarna och utgjorde maktens centrum i Brittiska Guyana. Kolonisterna i parlamentet och domstolarna tillsattes av guvernören från en nomineringslista som hade lämnats in av två valkommittéer. Sju medlemmar ur varje valkommitté valdes på livstid av de plantageägare som ägde 25 slavar eller mer. Eftersom deras makt inskränktes till att nominera kolonister för att fylla vakanta platser i de tre parlamentariska inrättningarna, blev valkommittéerna en plats för politisk agitation bland plantageägarna.
Ansvaret för att öka och fördela inkomsterna låg på ett syndikat som bestod av medlemmar inom parlamentet och ytterligare sex finansrepresentanter som hade tillsatts av valkommittén. 1855 fick syndikatet även ansvar för att bestämma lönerna för parlamentsmedlemmarna. Detta ansvar gjorde att syndikatet blev utsatt för intriger som periodvis resulterade i konflikter mellan guvernören och plantageägarna.
Under 1800-talet började guyananerna att kräva ett mer representativt politiskt system och i slutet av 1880-talet var kravet från den nya afroguyananska medelklassen en konstitutionell reform som innebar en förändring av parlamentet till en församling bestående av tio valda medlemmar, förenkla kvalificeringen till valet samt att avskaffa valkommittén. Reformerna mötte motstånd från plantageägarna, ledda av Henry K. Davson, ägaren till en stor plantage. I London hade plantageägarna allierade inom den västindiska kommittén samt Glasgows västindiska förening som båda hade ordföranden med stora intressen i Brittiska Guyana.
Konstitutionella omvandlingar 1891 innefattade några av de förändringar som reformatörerna hade krävt. Genom avskaffandet av valkommittén och förändringar i valkvalificeringen förlorade plantageägarna sitt politiska inflytande. Vid samma tid utökades parlamentet till 16 medlemmar, varav 8 var invalda och 8 särskilt tillsatta. Syndikatet fortsatte sin verksamhet och bestod som tidigare av parlamentet och sex finansiella representanter. För att försäkra att det inte skedde en övergång av makten till invalda tjänstemän, var guvernören även i fortsättningen parlamentets ordförande. Det verkställande arbetet flyttades till ett verkställande utskott som dominerades av guvernören och plantageägare. Förändringen 1891 var en stor besvikelse för reformatörerna, och resultatet av valet 1892 blev nästan identiskt med det föregående valet.
Under de kommande tre decennierna skedde ytterligare politiska förändringar. 1897 infördes sluten omröstning. En reform 1909 utökade den begränsade rösträtten i Brittiska Guyana och för första gången utgjorde afroguyananerna en majoritet bland de röstberättigade.
Politiska förändringar följdes av sociala förändringar och krav från olika etniska grupper på ökat inflytande. De brittiska och holländska plantageägarna vägrade acceptera portugiserna som likvärdiga och försökte att behålla deras status som främlingar utan rättigheter inom kolonin, framför allt när det gällde rösträtten. De politiska spänningarna ledde till att portugiserna grundade en reformorganisation. Efter de antiportugisiska upploppen 1889 insåg portugiserna det nödvändiga i att samarbeta med andra icke röstberättigade grupper inom det guyananska samhället, framför allt med afroguyananer. Vid sekelskiftet började organisationer som Reformföreningen och Reformklubben kräva större delaktighet i kolonins affärer och dessa organisationer blev ett instrument för en liten men tydligt framväxande medelklass. Den nya medelklassen sympatiserade med arbetarklassen men medelklassen var inte representativ för en nationell politisk eller social rörelse. Arbetarklassens missnöje visade sig istället ofta genom upplopp.

### Politiska och sociala förändringar under 1900-talet
1905 skakades Brittiska Guyana av Ruimveldtupploppen. De våldsamma upploppen speglade arbetarnas omfattande missnöje över sin levnadsstandard. Upploppen började i slutet av november 1905 när Georgetowns hamnarbetare gick ut i strejk för högre löner. Strejken ledde till konfrontationer och andra arbetare gick ut i sympatistrejker och skapade därmed landets första stads- och landsbygdsallians. 30 november intog folkmassor Georgetowns gator och 1 december 1905, den dag som kallas Svarta fredagen, blev situationen ohållbar. På Ruimveldtplantagen nära Georgetown, vägrade en stor skara strejkvakter att skingra sig när artilleribeväpnad polis beordrade dem. Polisen öppnade eld och fyra arbetare skadades.
Ryktet om skottlossningen spreds snabbt över hela Georgetown och upprörda folkmassor protesterade på gatorna och intog flera byggnader. När dagen var slut hade sju människor omkommit och 17 skadats. Den brittiska administrationen greps av panik och kallade in hjälp varpå Storbritannien sände soldater som kunde slå tillbaka upproret. Hamnarbetarnas strejk misslyckades men upploppen var starten på vad som skulle komma att bli en organiserad fackföreningsrörelse.
Första världskriget utspelade sig långt från Brittiska Guyanas gränser men det förändrade det guyananska samhället. Afroguyananerna som gick med i den brittiska militären blev grundstommen i en afroguyanansk samhällselit då de återvände från kriget. Första världskriget ledde även till slutet för östindiernas kontraktsanställningar. Brittisk oro över den politiska stabiliteten och kritik från indiska nationalister att modellen var en form av slaveri ledde till att den brittiska regeringen 1917 förbjöd kontraktsanställningar.
Under de sista åren av första världskriget bildades kolonins första fackförening. Brittiska Guyanas fackförening (The British Guiana Labour Union, BGLU) bildades 1917 under ledning av H.N. Critchlow, och under omfattande protester från företagen bestod BLGU i början till största delen afroguyananska hamnarbetare. 1920 hade fackföreningen 13 000 medlemmar och 1921 blev den laglig genom fackföreningsförordningen. Trots att andra fackföreningar inte erkändes förrän 1939 var BGLU en indikation på att arbetarklassen blev politiskt medvetna och angelägna om sina rättigheter.
Efter första världskriget hamnade nya ekonomiska intressegrupper i konflikt med syndikatet. Landets ekonomi hade blivit mindre beroende av sockerproduktionen och mer av ris och bauxit, och producenterna av dessa nya varor protesterade mot sockerplantageägarnas fortsatt dominanta ställning inom syndikatet. Samtidigt började plantageägarna känna av de lägre sockerpriserna och ville att syndikatet skulle bistå med nödvändiga medel för ny dränering och konstbevattning.
För att få ett stopp på meningsskiljaktigheterna tillkännagav den brittiska kolonialmyndigheten 1928 en ny konstitution som skulle göra Brittiska Guyana till en kronkoloni under ledning av en guvernör tillsatt av kolonialmyndigheten. Syndikatet och parlamentet ersattes av en lagstiftande församling med särskilt tillsatta medlemmar i majoritet. Medel- och arbetarklassens politiska aktivister ansåg att detta var ett steg tillbaka och en seger för plantageägarna. Inflytande på guvernören istället för att framföra speciella politiska åsikter blev den viktigaste inriktningen i de politiska kampanjerna.
Den stora depressionen under 1930-talet drabbade alla delar av det guyananska samhället ekonomiskt. Kolonins stora exportvaror - socker, ris och bauxit - påverkades av låga priser vilket ledde till en ökad arbetslöshet och liksom tidigare fanns ingen politisk röst från arbetarklassen under försämrade ekonomiska förutsättningar. I mitten av 1930-talet drabbades Brittiska Guyana och hela brittiska Karibien av oroligheter och våldsamma demonstrationer bland arbetarna. I efterdyningarna av upploppen i hela brittiska Västindien inrättades en kunglig kommission under Lord Moyne för att undersöka orsakerna till oroligheterna och komma med rekommendationer.
I Brittiska Guyana förhörde Moynekommissionen en rad människor, bland annat fackföreningsmedlemmar, afroguyananska yrkesmän och representanter ur det indoguyananska samhället. Kommissionen pekade på stora skillnader mellan landets två största etniska grupper, afroguyananer och indoguyananer. Indoguyananer bestod i huvudsak av risproducenter från landsbygden eller köpmän, som hade bevarat landets traditioner och inte deltog i den nationella politiken. Afroguyananerna var till största delen arbetare från städerna eller bauxitgruvarbetare som hade tagit upp europeisk kultur och dominerade den nationella politiken. För att öka representationen för landets befolkningsmajoritet i Brittiska Guyana, föreslog Moynekommissionen ökad demokratisering inom regeringen samt ekonomiska och sociala reformer.
Moynekommissionens rapport 1938 blev en vändpunkt för Brittiska Guyana. Den drev fram ökade rättigheter för kvinnor och människor som inte ägde mark samt uppmuntrade den framväxande fackföreningsrörelsen. På grund av andra världskrigets utbrott infördes dock inte Moynekommissionens rekommendationer omedelbart.
Under andra världskriget fortsatte de politiska reformerna och utvecklingen av den nationella infrastrukturen. Den reformvänlige guvernören, Sir Gordon Lethem, sänkte kraven på ägande för tjänstemannaskap och röstning samt gjorde de invalda medlemmarna till en majoritet i det lagstiftande rådet 1943. Under Lend-Lease Act byggdes en modern flygplats, dagens Cheddi Jagan International Airport, av amerikanska soldater. Vid slutet av andra världskriget hade Brittiska Guyanas politiska system utvidgats till att omfatta fler samhällsområden och ekonomin hade stärkts av en ökad efterfrågan på bauxit.

### Framväxten av politiska partier
Direkt efter andra världskriget bildades två stora politiska partier i Guyana; Folkets progressiva parti (PPP) och Folkets nationalkongress (PNC). Under de åren påbörjades även den långa och bittra kampen mellan landets två stora politiska personligheter, Cheddi Jagan och Linden Forbes Burnham.
Vid andra världskrigets slut började en världsomfattande avkolonisering. I Brittiska Guyana växte den politiska medvetenheten och kraven på oberoende inom alla samhällsområden. Vid samma tid började kampen om den politiska makten mellan Burnham, den afroguyananske mannen på hästryggen, och Jagan, den indoguyananske hjälten, vilket ledde till en etniskt polariserad politik som fortlevde till slutet av 1900-talet.
Jagan föddes i Guyana 1918 av föräldrar som hade immigrerat från Indien. Hans far var chaufför, ett yrke som ansågs vara av den lägsta rangen inom den guyananska medelklassen. Jagans uppväxt gav honom en djup insikt i fattigdomen på landsbygden, men trots deras fattigdom kunde hans far låta honom studera vid Queens College i Georgetown. Efter sin examen åkte han till USA för att studera till tandläkare vid Northwestern University i Evanston, Illinois, där han tog examen 1942.
Jagan återvände till Brittiska Guyana i oktober 1943 och följdes strax därefter av sin amerikanska hustru, Janet Rosenberg som kom att spela en betydande roll i sitt nya hemlands politiska utveckling. Jagan öppnade en tandläkarklinik men blev snart inblandad i politiken där han efter flera misslyckade insatser blev kassör i Manpower Citizens Association (MPCA) 945. MPCA representerade kolonins sockerarbetare av vilka många var indoguyananer, men hans arbete som kassör blev kortvarigt eftersom han upprepade gånger råkade i konflikt med föreningsledningens mer moderata politiska inställning. Trots att han lämnade föreningen efter bara ett år medförde hans arbete att han fick möjlighet att träffa andra fackföreningsledare i Brittiska Guyana och runt om i hela det engelsktalande Karibien.
Språngbrädan för Jagans politiska karriär var Political Affairs Committee (PAC), som bildades 1946 som en diskussionsgrupp. Den nya organisationen publicerade PAC Bulletin för att föra fram sin marxistiska ideologi och idéer om avkolonisering. PAC:s uttalade kritik mot kolonins dåliga levnadsstandard fick både anhängare och motståndare.
I valen i november 1947 förde PAC fram flera medlemmar som oberoende kandidater. PAC:s huvudmotståndare var det nybildade Arbetarepartiet, som under ledning av J B Singh fick 6 av 14 platser. Jagan fick en av platserna och gick tillfälligt med i Arbetarepartiet, men han hade svårigheter med partiets mitten-högerideologi och lämnade snart sin plats. Arbetarepartiets stöd för den brittiske guvernören och partiets oförmåga att skapa ett folkligt stöd, minskade gradvis de liberala anhängarna över hela landet. Partiets brist på en klar reformpolitik lämnade ett politiskt vakuum efter sig vilket Jagan skulle försöka att fylla, och genom oroligheter på kolonins sockerplantager fick han möjlighet att etablera sig på nationell nivå. Efter polisens skottlossning mot fem indoguyananska arbetare i Enmore nära Georgetown 16 juni 1948, organiserade PAC och Guiana Industrial Workers Union (GIWU) en stor och fredlig demonstration som förbättrade Jagans ställning bland den indoguyananska befolkningen.
Jagans nästa stora steg var att i januari 1950 bilda Folkets progressiva parti. Genom att använda PAC som bas kunde han bilda det nya partiet med stöd från både de afroguyananska och indoguyananska samhällsgrupperna. För att öka stödet från afroguyananerna värvades Forbes Burnham till partiet.
Burnham föddes 1923 och var den ende sonen i en trebarnsfamilj. Hans far var rektor på Kitty Methodist Primary School, strax utanför Georgetown. Burnham tillhörde kolonins utbildade befolkning och som ung fick han god insikt i olika politiska åsikter. Han klarade sig bra i skolan och åkte till London där han studerade till jurist. Burnham fick inte uppleva samma fattigdom som Jagan men han var medveten om rasdiskrimineringen.
Inom det afroguyananska samhällsskiktet under 1930- och 1940-talet fanns en mulattelit, en svart yrkesarbetande medelklass och en svart arbetarklass. Arbetslösheten under 1930-talet var hög och när andra världskriget bröt ut 1939 tog många afroguyananer värvning med en förhoppning om att få nya kunskaper och därigenom slippa fattigdomen. När de återvände hem från kriget var jobben fortfarande få och rasdiskrimineringen fortfarande en del av samhället.
PPP:s inledande ledarskap var multietniskt och vänster-mitteninriktat, men inte revolutionärt. Jagan blev gruppledare i parlamentet och Burnham blev partiledare. Bland andra nyckelpersoner inom partiet fanns de båda PAC-veteranerna Janet Jagan och Ashton Chase. Det nya partiets första seger kom i valet 1950, då Janet Jagan vann en plats. Cheddi Jagan och Burnham misslyckades med att få några platser men Burnham hade ett starkt stöd hos den afroguyananska befolkningen.
Efter valsegern fick PPP ökad betydelse, men partiets ofta högröstade antikapitalistiska budskap stötte på motstånd i den brittiska regeringen. Kolonins tjänstemän visade sitt missnöje under en regional turné i Trinidad och Grenada 1952, där Cheddi och Janet Jagan sades vara illegala immigranter.
En brittisk kommission rekommenderade 1950 allmän rösträtt och införande av ett ministersystem i Brittiska Guyana. Kommissionen rekommenderade även att makten skulle koncentreras till den beslutande avdelningen, det vill säga guvernören. Reformerna gav partierna i Brittiska Guyana möjlighet att delta i de nationella valen och bilda regering, men makten skulle ligga kvar på den brittiska regeringens tillsatte ordförande, vilket sågs av PPP som ett försök att beröva partiet på den politiska makten.

## Regeringar innan oberoendet

### PPP:s första regering 1953
När konstitutionen var införd genomfördes val 1953. PPP:s koalition av afroguyananer ur underklassen och indoguyananer ur arbetarklassen från landsbygden tillsammans med grupper från de båda etniska gruppernas medelklass, skapade en stark valmanskår. Konservativa benämnde PPP som kommunister men partiet gick till val på en mitten-vänsterplattform och förespråkade en ökad nationalism. Det andra stora partiet som ställde upp i valet, National Democratic Party (NDP), var en avknoppning ur League of Coloured People och bestod till största delen av en afroguyanansk medelklassorganisation, blandad med portugiser och indoguyananer. NDP och de dåligt organiserade United Farmers and Workers Party samt United National Party, besegrades av PPP. Valresultatet blev att PPP fick 18 av 24 platser, NDP 2 platser och oberoende 4 platser.
PPP:s första administration blev kortvarig. Församlingen öppnade den 30 maj 1953 och misstänksamheten mot Jagan och PPP:s radikalism gjorde att konservativa krafter inom affärsvärlden blev bekymrade över den nya administrationens program att utöka statens inblandning i ekonomi och samhälle. PPP försökte även att införa sina reformer i snabb takt, vilket skapade konflikter med guvernören och högt uppsatta tjänstemän som ville ha en mer gradvis förändring. Regeringens tjänstetillsättningar skapade konflikter inom partiet mellan de dominerande indoguyananerna som stödde Jagan och Burnhams afroguyananska anhängare. Burnham hotade att splittra partiet om han inte gjordes till ensam ledare för partiet, vilket ledde till en kompromiss där medlemmar ur Burnhams fraktion tillsattes som ministrar.
PPP:s införande av Labour Relations Act provocerade fram en konflikt med britterna. Lagen påstods minska rivaliteten mellan fackföreningarna men skulle ha gett stora fördelar för GIWU, som var nära allierat med regeringspartiet. Oppositionen hävdade att PPP försökte att ta kontroll över kolonins ekonomi och det sociala livet samt att det underkuvade oppositionen. Samma dag som lagen lades fram för parlamentet gick GIWU ut i strejk till stöd för den föreslagna lagen. Den brittiska regeringen tolkade denna blandning av parti- och fackföreningspolitik som ett hot mot konstitutionen och guvernörens makt. Dagen efter att lagen hade röstats igenom, 9 oktober 1953, upphävde London kolonins konstitution och skickade soldater under förevändning att undertrycka oroligheter.

### Interimsregering 1953–1957
Efter upphävandet av konstitutionen styrdes Brittiska Guyana fram till 1957 av en interimsregering bestående av en liten grupp konservativa politiker, affärsmän och civila tjänstemän. Inom landets största politiska parti blev sprickorna större då de personliga konflikterna mellan Jagan och Burnham övergick i bittra meningsskiljaktigheter. 1955 bildade Jagan och Burnham rivaliserande sidor inom PPP och stödet för respektive ledare fanns till största delen, men inte helt, inom de etniska grupperna. J.B. Lachmansingh, en ledande indoguyan och ordförande inom GIWU, stödde Burnham, medan Jagan hade sitt stöd hos radikala afroguyananer, som exempelvis Sydney King. Burnhams sida inom PPP gick mot höger och Jagans mot vänster där Jagan fruktades av regeringar i väst och kolonins konservativa affärsmän.

### Den andra PPP-regeringen, 1957–1961
Valet 1957 under en ny konstitution visade på växande etniska skillnader inom den guyananska valmanskåren. Den ändrade konstitutionen innebar ett begränsat självstyre, i huvudsak genom den lagstiftande församlingen. Av församlingens 24 delegater blev 15 valda, 6 nominerade och 3 var medlemmar ur interimsregeringen. De två sidorna inom PPP bedrev intensiva kampanjer, där båda sidor försökte visa att de var de rättmätiga efterträdarna till det ursprungliga partiet och de riktade kampanjerna hårt mot sina respektive etniska sidors valmanskårer.
Jagans PPP-fraktion vann valet 1957 och fick parlamentarisk majoritet. Dess stöd kom till största delen från den indoguyananska befolkningen och fraktionens huvudprogram ansågs vara indoguyananskt med fler risodlingar, ökad facklig representation inom sockerindustrin samt ökade affärsmöjligheter och fler regeringsposter för indoguyananerna. PPP hade övergett sina anspråk på att vara ett multietniskt parti.
Jagans veto mot Brittiska Guyanas deltagande inom den västindiska federationen resulterade i att han tappade allt stöd hos den afroguyananska befolkningen. I slutet av 1950-talet hade de brittiska Karibienkolonierna förhandlat sig till ett bildande av en västindisk federation och PPP hade förbundit sig att arbeta för en eventuell politisk union mellan Brittiska Guyana och det karibiska området. Indoguyananerna, som utgjorde en majoritet i Guyana, var dock oroliga för att bli en del av en federation som till största delen skulle bestå av människor av afrikanskt ursprung. Därför gjorde Jagans veto att hans parti förlorade det afroguyananska stödet.
Burnham blev i valet 1957 medveten om att han inte kunde vinna endast med stöd av underklassen, de afroguyananska stadsborna. Han behövde även allierade från medelklassen, framför allt från de afroguyananer som stödde det moderata United Democratic Party. Från 1957 och framåt arbetade Burnham med att skapa en balans mellan stödet från de mer radikala afroguyananerna och den mer kapitalistiska medelklassen, men med sitt stöd för socialismen skulle han inte lyckas sammanföra dessa två grupper mot Jagan, som var en övertygad marxist. Lösningen på detta problem var att Burnham inriktade sig på etniciteten, vilket kom att bli en framgångsrik metod för att överbrygga klasskillnaderna som skapade schismer mellan afroguyananerna. Denna strategi övertygade den afroguyananska medelklassen att acceptera en ledare som var mer radikal än de annars skulle ha gett sitt stöd för och samtidigt neutraliserades synpunkterna på att den svarta arbetarklassen bildade en allians med de som representerade mer moderata intressen inom medelklassen. Burnhams förflyttning mot höger resulterade i People's National Congress (PNC), som var en koalition mellan hans PPP-fraktion och United Democratic Party.
Efter valet 1957 tog Jagan snabbt greppet om det indoguyananska samhället. Han var öppen i sina positiva åsikter om Josef Stalin, Mao Zedong och senare Fidel Castro, och hävdade att PPP:s marxist-leninistiska principer måste införas på grund av Guyanas speciella förutsättningar. Jagan förespråkade förstatligande av utländskt ägande, framför allt inom sockerindustrin. Brittisk oro över ett kommunistiskt övertagande fick dock guvernören att stoppa Jagans radikala politik.

### Omval av PPP och oroligheter
Valet 1961 blev en hård strid mellan PPP, PNC och United Force (UF), ett konservativt parti som representerade storföretagare, romersk-katolska kyrkan, amerindianska, kinesiska och portugisiska väljare. Valet hölls under ytterligare en ny konstitution som markerade en återgång till det självstyre som existerade under en kort tid 1953. Konstitutionen innebar ett införande av ett tvåkammarsystem som i sin helhet innebar en lagstiftande församling bestående av 35 medlemmar som var tillsatta genom val samt en senat bestående av 13 medlemmar som hade tillsatts av guvernören. En premiärministerpost inrättades som skulle tillsättas av majoritetspartiet i den lagstiftande församlingen. Med starkt stöd av den indoguyananska befolkningen vann PPP med stor marginal och fick 20 platser i den lagstiftande församlingen, jämfört med 11 platser för PNC och 4 för UF. Jagan blev premiärminister.
Jagans administration blev alltmer vänligt inställda till vänsterregeringar och vägrade exempelvis erkänna USA:s embargo mot Kuba. Efter diskussioner mellan Jagan och Kubarevolutionären Che Guevara 1960 och 1961, erbjöd Kuba lån och utrustning till Brittiska Guyana. Utöver detta skrev Jagan under handelsavtal med Ungern och Östtyskland.
Mellan 1961 och 1964 råkade Jagan ut för demonstrationer iscensatta av PNC och UF. Upplopp mot PPP:s administration var vanliga och under oroligheter 1962 och 1963 förstörde folkmassor delar av Georgetown.
Oroligheter bland arbetarna ökade tidigt under 1960-talet. För att motarbeta MPCA, som hade kopplingar till Burnham, bildade PPP den guyananska jordbruksarbetarföreningen. Den nya föreningens politiska mandat var att organisera de indoguyananska sockerarbetarna. MPCA svarade direkt med en endagsstrejk för att visa sin fortsatta kontroll över sockerarbetarna.
I mars 1964 svarade PPP:s regering mot strejken genom att lägga fram ett förslag om en ny arbetsmarknadslag, liknande den lag som 1953 resulterade i en brittisk inblandning. Lagen betraktades som ett spel för att få kontroll över arbetsmarknaden och resulterade i protester och demonstrationer över hela huvudstaden. 5 april bröt upplopp ut och följdes 18 april av en generalstrejk. 9 maj tvingades guvernören att utlysa undantagstillstånd, men strejken och oroligheterna fortsatte fram till 7 juli då lagförslaget drogs tillbaka. För att få slut på oroligheterna gick regeringen med på att i fortsättningen samarbeta med fackrepresentanter innan liknande lagförslag lades fram.
Jagans regeringsperiod hade ännu inte avslutats innan nya oroligheter bland arbetarna skakade kolonin. GIWU, som hade blivit en paraplyorganisation för alla fackföreningar, tog i januari 1964 ut sockerarbetarna i strejk. För att överdramatisera deras sak, ledde Jagan ett demonstrationståg för sockerarbetare från Georgetowns centrum, vilket ledde till våldsamheter som myndigheterna tappade kontrollen över. 22 maj utlyste guvernören på nytt undantagstillstånd. Situationen fortsatte att förvärras och i juni tog guvernören till alla medel, kallade in brittiska trupper för att återställa ordningen och förbjöd alla politiska aktiviteter. När oroligheterna var över hade 160 människor omkommit och över 1 000 hem hade förstörts.
I ett försök att undertrycka oroligheterna bad landets politiska partier den brittiska regeringen att ändra konstitutionen för att få en mer proportionell representation. Kolonins ordförande föreslog en flerkammarförsamling med 53 medlemmar. Trots protester från det regerande PPP infördes samtliga reformer och nyval utlystes i oktober 1964.
Som Jagan fruktade förlorade PPP valet 1964 och politiken apan jhaat, hindi för "rösta på din egen sort", lades ner i Guyana. PPP fick 46 procent av rösterna och 24 platser och blev därmed det största partiet, men PNC som fick 40 procent och 22 platser och UF med 11 procent och 7 platser bildade en koalition. Det socialistiska PNC och det uttalat kapitalistiska UF hade samlat styrkorna för att hålla PPP borta från regeringen under ytterligare en valperiod. Jagan kallade valet för fusk och vägrade att avgå som premiärminister. Konstitutionen ändrades för att tillåta guvernören att avsätta Jagan. Burnham blev premiärminister 14 december 1964.

## Oberoende och Burnhamperioden

### Burnham vid makten

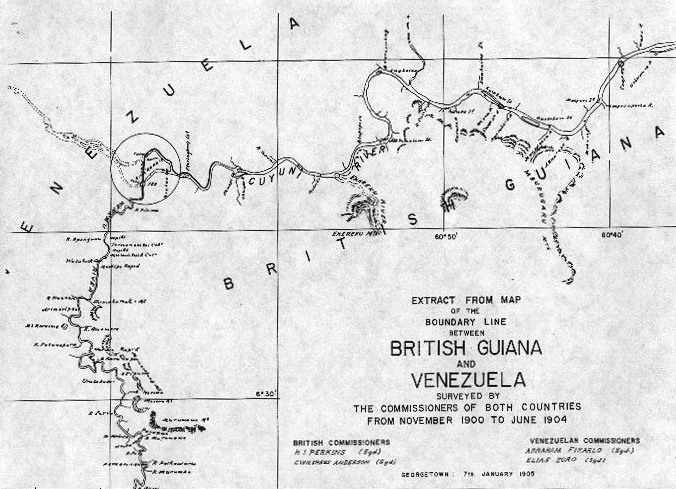
Ankoko, som intogs av Venezuela, ligger i det inringade området

Under Burnhams första år vid makten började förhållandena i kolonin att stabiliseras. Den nya koalitionen bröt de diplomatiska förbindelserna med Kuba och genomförde en politik som var fördelaktig för lokala investerare och utländsk industri. Kolonin fick hjälp från väst för att ytterligare utveckla infrastrukturen. En konstitutionell konferens hölls i London som satte 26 maj 1966 som datum för kolonins oberoende. Då oberoendet genomfördes rådde ekonomisk tillväxt och ett relativt lugn i landet.
Det nya oberoende Guyana försökte till en början att förbättra relationerna med sina grannländer, och i december 1965 hade landet blivit medlem i Caribbean Free Trade Association (Carifta). Relationerna med Venezuela var dock inte så goda, då Venezuela 1962 hade avvisat 1899 års gränsöverenskommelse och på nytt gjorde anspråk på hela Guyanas mark väster om Essequibofloden. 1966 intog Venezuela den guyananska halvan av ön Ankoko i Cuyunifloden och två år senare krävde de en landremsa längs Guyanas västra kust.
Ytterligare en händelse under den nya oberoende regeringen inträffade i januari 1969 genom upploppen i regionen Rupununi i sydvästra Guyana längs gränsen mot Venezuela, då vita bosättare tillsammans med amerindianer gjorde uppror mot den centrala regeringen. Många guyananska polismän dödades och talesmän bland rebellerna förklarade området oberoende och vände sig till Venezuela för hjälp. Soldater från Georgetown anlände till platsen inom några dagar och slog tillbaka upploppen. Upploppen var inte någon stor händelse men de visade på de spänningar som fanns i det nya landet och amerindianernas marginaliserade roll i landets politiska och sociala liv.

### Den kooperativa republiken
Efter valet 1968 kunde PNC regera utan UF. PNC fick 30 platser, PPP 19 platser och UF 4 platser. Enligt många observatörer förstördes dock valet av PNC:s manipulationer och tvingande regler. PPP och UF var en stor del av Guyanas politiska liv men de ignorerades när Burnham började att förändra statsapparaten och göra den till ett verktyg endast för PNC.
Efter valet blev Burnhams politik mer vänsterinriktad och han förklarade att han skulle leda landet in i socialism. Han utnyttjade sin politiska ställning genom att förändra valmanskåren, manipulera röstprocessen och politisera den statliga förvaltningen. Ett fåtal indoguyananer valdes in i PNC men det regerande partiet var kraften bakom den afroguyananska politiska viljan. Den afroguyananska medelklassen hade svårt för att ställa upp på Burnhams vänsterinriktade politik men PNC fortsatte att vara ett skydd mot den indoguyananska dominansen. Stödet från den afroguyananska befolkningen gjorde att PNC kunde få ekonomin under kontroll och att börja organisera landet i kooperativ.
23 februari 1970 förklarade sig Guyana "kooperativ republik" och klippte alla kopplingar till det brittiska kungadömet. Generalguvernören ersattes med en forell president som landets statschef. Relationerna med Kuba förbättrades och Guyana blev en stark kraft inom den alliansfria rörelsen och i augusti 1972 arrangerade Burnham de alliansfria ländernas utrikesministermöte i Georgetown. Han tog tillfället i akt och framförde de imperialistiska hoten och behovet av stöd för frihetsrörelserna i södra Afrika. Burnham lät även Kuba att använda Guyana som bas på deras väg till Angola under mitten av 1970-talet.
I början av 1970-talet blev valfusk allt påtagligare i Guyana. PNC:s segrar innefattade alltid utlandsboende som konsekvent röstade på regeringspartiet. Polis och militär skrämde indoguyananska väljare och armén anklagades för att manipulera valurnorna.
På grund av den svaga demokratiska processen följdes valet 1973 av en lagändring i konstitutionen som upphävde alla appellationer till Privy Council i London och efter att Burnham hade tagit makten samlade han folket till vad som skulle bli Guyanas kulturella revolution. Ett program med statliga tjänster infördes som lade tonvikten på självhjälp och som i korthet innebar mat, kläder och hushåll till befolkningen utan hjälp utifrån.
Regeringens auktoritet ökade 1974 när Burnham lyfte partiets främsta intressen och gjorde alla statliga organ till byråer under PNC:s direkta kontroll. PNC:s politik blev därmed den offentliga sektorns politik.
Burnhams makt i Guyana var inte total, utan opposition tilläts i begränsad omfattning. Exempelvis bildades 1973 Working People's Alliance (WPA) som var en multietnisk kombination av politiker och intellektuella som förespråkade etnisk jämlikhet, fria val och demokratisk socialism. WPA blev inte ett politiskt parti förrän 1979, men växte fram som ett alternativ till Burnhams PNC och Jagans PPP.
Jagans politiska karriär fortsatte att avta under 1970-talet och utmanövrerad inom parlamentet försökte han sig på en annan taktik. I april 1975 avbröt PPP sin bojkott mot parlamentet då Jagan ändrade PPP:s politik från att ha varit icke-kooperativ och stöd för civilt motstånd till att vara ett kritiskt stöd för Burnhams regering. Strax efter, 26 maj 1976, framträdde Jagan tillsammans med premiärminister Burnham vid 10-årsfirandet av Guyanas oberoende.
Trots Jagans försonande drag hade inte Burnham några avsikter att dela med sig av makten, utan fortsatte istället att säkra sin ställning. När ett förslag om nyval lades fram och PPP knuffades åt sidan gick de många indoguyananska sockerarbetarna ut i en strejk. Strejken avbröts men sockerproduktionen gick ner mellan 1976 och 1977. PNC sköt upp valet 1978 och utlyste istället en folkomröstning i juli 1978 med förslaget att behålla den sittande regeringen vid makten.
Folkomröstningen 1978 fick ett svagt valdeltagande. PNC-regeringen hävdade att 71 procent av de röstberättigade deltog och att 97 procent av dessa ville ha kvar den sittande regeringen, men andra uppskattningar gjorde gällande endast mellan 10 och 14 procents valdeltagande. Det låga valdeltagandet berodde på en bojkott ledd av PPP, WPA och andra krafter inom oppositionen.
Burnhams kontroll över Guyana började att försvagas då massakern i Jonestown gav ovälkommen internationell uppmärksamhet. På 1970-talet tog ledaren för Folkets tempel, Jim Jones, mer än 1 000 av sina anhängare i San Francisco för att bygga ett utopiskt jordbrukssamhälle nära Port Kaituma i västra Guyana. Folkets tempel ansågs av medlemmar inom den guyananska regeringen vara en samhällsmodell som delade regeringens vision om bosättningar i Guyanas inland och deras syn på kooperativ socialism. Det faktum att Folkets tempel var väl utrustat med vapen de stolt visade upp gav en indikation på att de hade samtycke från PNC:s innersta krets. Klagomål på överträdelser från ledarnas sida fick USA:s kongressman Leo Ryan att flyga till Guyana för att inleda en utredning, men han sköts av medlemmar ur Folkets tempel då han gick ombord på ett plan för att återvända till Georgetown. Med fruktan för ytterligare publicitet tog Jones och mer än 900 av hans anhängare sina liv i ett kollektivt självmord i november 1978. Massakern satte plötsligt Burnhams regering under intensiv utländsk granskning, framför allt från USA. Utredningar av massakern ledde till anklagelser om att den guyananska regeringen hade kopplingar till den fanatiska sekten.
Minnena av den blodiga massakern avtog men den guyananska politiken upplevde ett våldsamt 1979. En del av våldet var riktat mot WPA, som hade växt fram som kritiker mot staten och framför allt mot Burnham. En av partiets ledare, Walter Rodney och flera professorer på University of Guyana arresterades och anklagades för mord. Professorerna släpptes snart och Rodney löstes ut mot borgen. WPA:s ledare organiserade sedan den allians som blev Guyanas mest högljudda oppositionsparti.
Under 1979 fortsatte våldet att öka. I oktober sköts utbildningsminister Vincent Teekah till döds under mystiska omständigheter och året efter dödades Rodney av en bilbomb. PNC anklagade Rodney för att vara en terrorist som hade förolyckats av sin egen bomb och anklagade hans bror Donald för att vara medbrottsling. Senare undersökningar visade dock på inblandning från den guyananska regeringen. Rodney var en välkänd vänsteranhängare och omständigheterna omkring hans död förstörde Burnhams rykte bland många ledare och intellektuella i mindre utvecklade länder som tidigare hade haft överseende med regeringens auktoritära politik.
En ny konstitution infördes 1980. Den tidigare formella presidentposten avskaffades och regeringschefen blev verkställande president, som liksom den tidigare premiärministern, valdes av majoritetspartiet i nationalförsamlingen. Burnham blev automatiskt Guyanas förste verkställande president och utlovade val senare samma år. I valen som hölls 15 december 1980 fick PNC 77 procent av rösterna och därmed 41 av de folkligt valda platserna och, utöver dessa, 10 platser valda av de regionala råden. PPP och UF fick 10 respektive 2 platser. WPA vägrade att delta i ett val de ansåg byggde på fusk. Anklagelser om valfusk framfördes av internationella observatörer ledda av Storbritanniens Lord Avebury.
Den ekonomiska krisen i Guyana i början av 1980-talet fördjupades samtidigt med en försämring av de offentliga tjänsterna, infrastrukturen och levnadsförhållandena i allmänhet. Strömavbrott inträffade nästan dagligen och vattenleveranserna blev alltmer otillfredsställande. Det rådde brist på ris och socker (som odlades i Guyana), matolja och fotogen. Landets ekonomi gick ner men den svarta marknaden växte.
Mitt under den turbulenta perioden opererades Burnham för en halssjukdom och avled oväntat 6 augusti 1985.

## Politiken efter Burnham

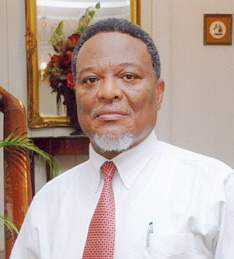
Samuel Hinds

Vicepresident Desmond Hoyte övertog makten och blev landets nye president och ledare för PNC. Övertagandet gick lugnt till trots att landet var nära att gå in i en period av politisk instabilitet. Hoytes tre första huvuduppgifter var att säkra sitt ledarskap inom PNC, att PNC skulle vinna valet i december 1985 samt att få liv i den stagnerande ekonomin.
Det första målet uppnåddes genom att Hoyte tog hänsyn till de olika grupperingar som fanns inom PNC och därmed fick stöd för sitt ledarskap. Valet i december 1985 vanns av PNC med 79 procent av rösterna och 42 av de 53 direktvalda platserna. 8 av de 11 återstående platserna gick till PPP, 2 till UF och 1 till WPA. Med anklagelser om fusk bojkottade oppositionen kommunvalen 1986, så utan opposition fick PNC samtliga 91 platser i lokala styrelser.
Att få liv i ekonomin visade sig dock vara svårare. Hoyte stödde den privata sektorn eftersom han såg att statlig kontroll av ekonomin hade misslyckats och hans administration tog 1988 bort alla restriktioner på utländska aktiviteter och ägande.
Hoyte genomförde omfattande politiska reformer även om han inte avskaffade Burnhams auktoritära regeringsmodell. Han avskaffade möjligheten att rösta från utlandet och bestämmelserna om fullmakts- och poströstning. Oberoende tidningar fick större frihet och politiska trakasserier minskade avsevärt.
I september 1988 blev Hoyte den förste guyananske statschefen som besökte USA:s president. I oktober 1988 offentliggjorde han att han bröt med den politik som hade bedrivits av Burnhams administration. I en TV-utsändning 11 oktober fokuserade han på Guyanas ekonomiska och utländska politik mot väst, och kopplade Guyanas framtida ekonomiska utveckling till regionala ekonomier och han sade att inget som stärkte Guyanas relationer med USA var tvingande.
Hoyte lämnade gradvis Burnhams politik från ett system med statssocialism och enpartikontroll till en marknadsekonomi och obegränsad press- och mötesfrihet. 5 oktober 1992 valdes en ny nationalförsamling och regionala rådsförsamlingar i det första valet sedan 1964 som internationellt betraktades som demokratiskt och rättvist. Cheddi Jagan valdes och svor presidenteden 9 oktober 1992.
När president Jagan avled i mars 1997 ersattes han av premiärminister Samuel Hinds i enlighet med de konstitutionella bestämmelserna. Jagans änka, Janet Jagan, valdes som president i december 1997. Hon avgick i augusti 1999 på grund av hälsoproblem och efterträddes då av finansminister Bharrat Jagdeo som hade utsetts till premiärminister en dag tidigare. Nationella val hölls i 19 mars 2001 och den sittande presidenten Jagdeo återvaldes då med 90 procent av rösterna. Han blev på nytt återvald i de nationella valen 28 augusti 2006, det första valet som genomfördes utan våld på över 20 år.